# Сыдыков, Ерлан Батташевич
Ерлан Батташевич Сыдыков (каз. Сыдықов Ерлан Бәтташұлы; 29 февраля 1956, Семипалатинск, КазССР, СССР) — советский и казахский историк, доктор исторических наук (1999), профессор (2001), академик НАН РК. Заслуженный деятель Казахстана (2005). Ректор Евразийского национального университета им. Л. Н. Гумилева (с 2011).

## Образование, ученые степени
Происходит из рода тобыкты племени аргын. Среднее образование получил в школе им. Абая села Караул Абайского района.
1973—1978 гг. — учёба в Казахском государственном университете имени С. М. Кирова по специальности «История». Присвоена квалификация «Историк, преподаватель истории и обществоведения».
Сентябрь 1981 г. — февраль 1984 г. — аспирантура КазГУ. Защитил диссертацию на соискание ученой степени кандидата исторических наук по теме «Комсомол Казахстана — боевой помощник партии в развертывании социалистического соревнования в промышленности : 1946—1958 гг.».
15 октября 1999 года защитил докторскую диссертацию по теме «Казахстан в составе Российской Федерации (1917—1937 гг.)».
Решением ВАК РК 25 октября 2001 года было присвоено ученое звание профессора.

## Академические звания
В 2003 году избран академиком Международной академии наук педагогического образования.
В 2005 году избран академиком Казахской академии образования им. Ы. Алтынсарина, академиком Казахстанской Национальной Академии Естественных Наук.

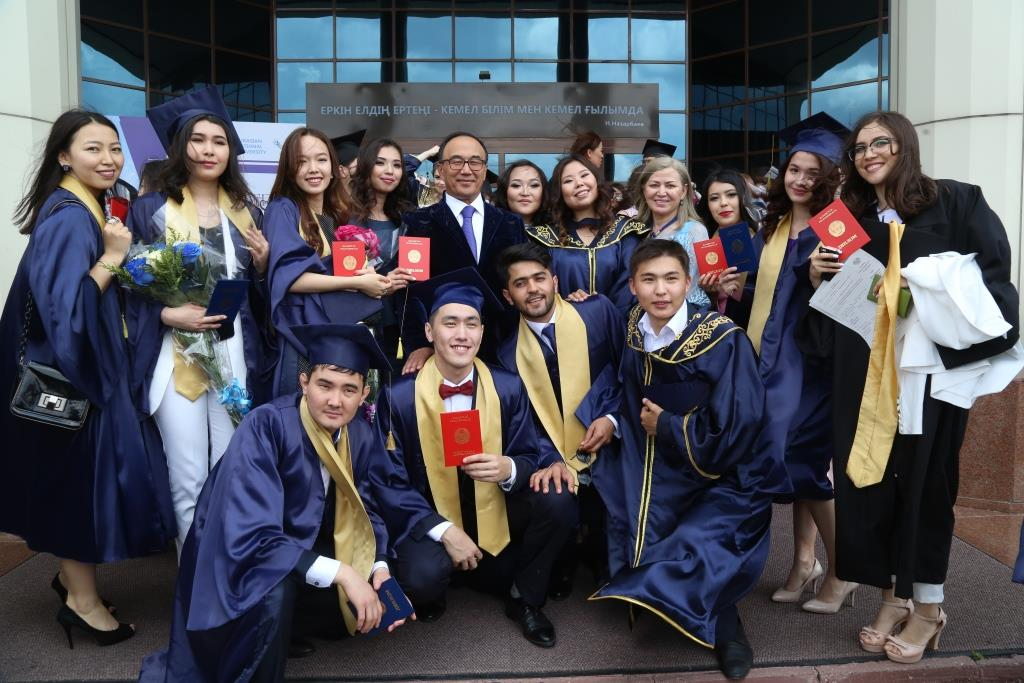
Ректор ЕНУ Ерлан Сыдыков с выпускниками Евразийского национального университета (2018 г).

## Трудовая деятельность
1978 год — стажер-исследователь кафедры общественных наук Семипалатинского технологического института мясной и молочной промышленности (г. Семипалатинск).
Сентябрь 1984 года — январь 1996 года — работа в Семипалатинском технологическом институте мясной и молочной промышленности. Занимал должности ассистента, старшего преподавателя, доцента, заместителя декана факультета, заведующего кафедрой, профессора, проректора.
В июле 1996 года назначен консультантом отдела государственной службы и работы с кадрами аппарата Правительства Республики Казахстан.
В июне 1997 года назначен ректором Семипалатинского государственного университета имени Шакарима.
В апреле 2004 года был назначен ректором вновь созданного Семипалатинского государственного педагогического института.
С июля 2008 по 26 июля 2011 года — ректор Семипалатинского государственного университета имени Шакарима.
С 26 июля 2011 года Распоряжением Президента РК назначен ректором Евразийского национального университета имени Л. Н. Гумилева.

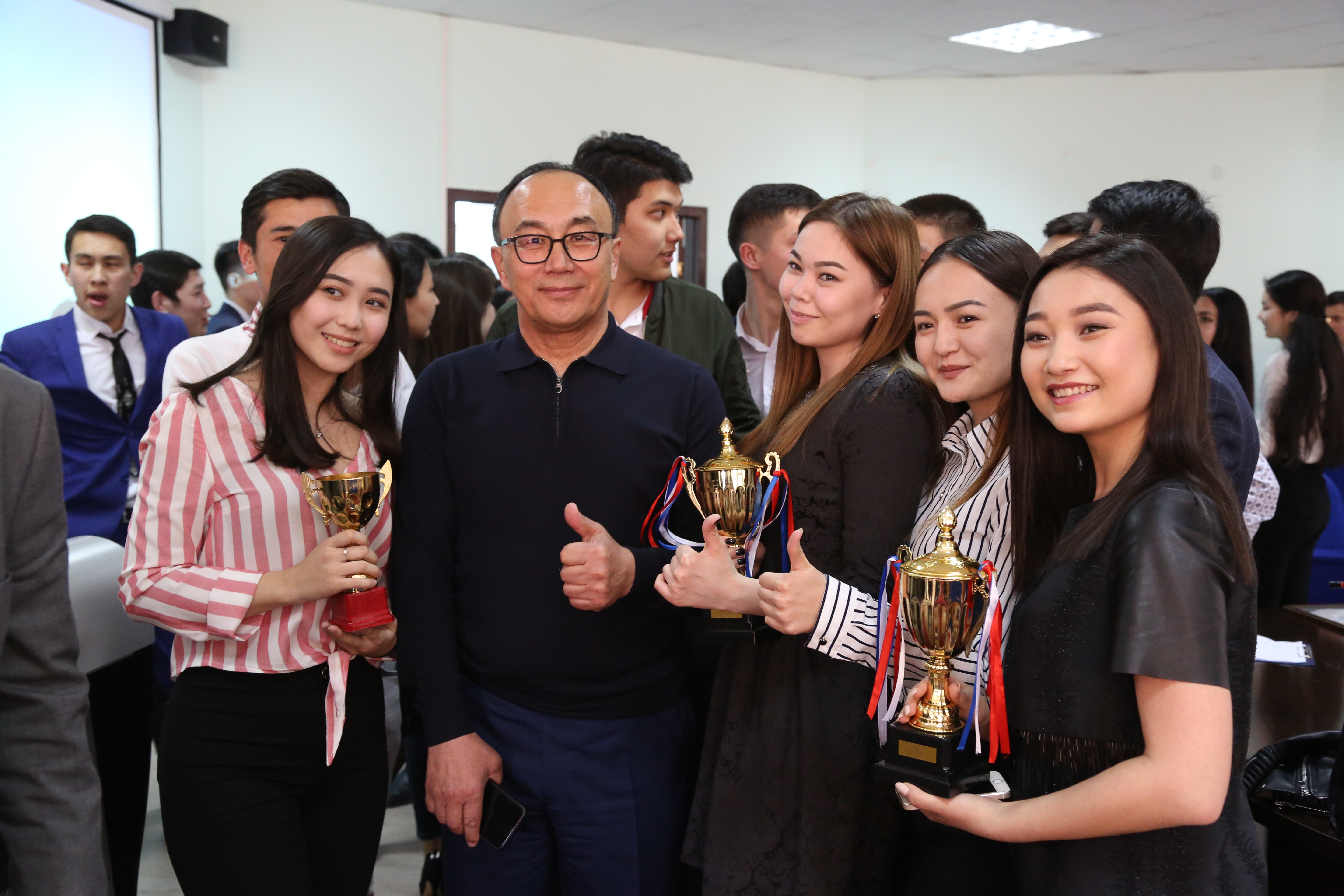
Ерлан Сыдыков с членами шоу-балета «Самрук» (2018 г.)

## Общественная деятельность
В январе 2012 года избран депутатом городского маслихата пятого созыва г. Астана. Член постоянной комиссии по вопросам социально-культурного развития.
Ерлан Сыдыков в Казахстане и за его пределами известен как автор и инициатор референдума по продлению полномочий Президента Казахстана Нурсултана Назарбаева до 2020 года. В конце 2010 года возглавляемая Сыдыковым инициативная группа собрала более 314 тысяч подписей граждан республики, поддерживающих идею продления президентских полномочий без проведения очередных выборов. В начале 2011 года инициативу подхватил Парламент страны, предложивший внести соответствующие поправки в Конституцию. Конституционный совет Казахстана признал поправки по части проведения референдумов в Основной закон, принятые Парламентом, не соответствующими Конституции. В итоге, в ходе обращения к народу 31 января 2011 года Нурсултан Назарбаев отклонил референдум и объявил о досрочных президентских выборах 3 апреля 2011 года. Их Нурсултан Назарбаев выиграл, набрав 95,5 %, при явке в 89,9 %.
Председатель экспертного совета программы "Туған жер", которая является составной частью программы модернизации общественного сознания "Рухани жаңғыру".
Член Национальной комиссии по реализации программы модернизации общественного сознания при Президенте Республики Казахстан.
Председатель Национального конгресса историков Казахстана.
Председатель Общественного совета при нацкомпании «Астана ЭКСПО-2017».
Член Национального совета РК.
Являлся депутатом Восточно-Казахстанского областного маслихата трех созывов.

## Награды и отличия
- 2001 — нагрудный знак МОН РК «Почётный работник образования Республики Казахстан»
- 2004 — нагрудный знак МОН РК «Ыбырай Алтынсарин»
- 2004 — серебряная медаль имени Ахмета Байтурсынова
- 2005 — присвоено почетное звание «Қазақстанның еңбек сіңірген қайраткері»
- 2007 — нагрудный знак МОН РК «За заслуги в развитии науки Республики Казахстан»
- 2007 — присвоено почетное звание «Почётный деятель спорта Республики Казахстан»
- 2009 — присвоено почетное звание «Почётный гражданин Восточно-Казахстанской области»
- 2011 — Орден Парасат
- 2015 — Орден «Барыс» II степени[10]
- 2022 (18 марта) — Орден «Барыс» ІІІ степени из рук президента РК в Акорде.[11]
- Правительственные медали, в том числе:
  - Медаль «10 лет независимости Республики Казахстан» (2001);
  - Медаль «10 лет Конституции Республики Казахстан» (2005);
  - Медаль «20 лет независимости Республики Казахстан» (2011);
  - Медаль «20 лет маслихатам Республики Казахстан» (2014);
  - Медаль «20 лет Конституции Республики Казахстан» (2015);
  - Медаль «20 лет Ассамблеи народа Казахстана» (2015);
  - Медаль «25 лет независимости Республики Казахстан» (2016);
  - Медаль «20 лет Астане» (2018);
  - Медаль «25 лет Конституции Республики Казахстан» (2020);
  - Медаль «30 лет независимости Республики Казахстан» (2021);
- Награды иностранных государств
- Решением комиссии Международного биографического центра (Кембридж, Англия) удостоен звания «Выдающийся ученый мира» за неоценимый вклад в дело развития науки и образования.
- Награждён серебряной медалью и сертификатом, подтверждающим его членство в Международном биографическом центре.[12]
- 2015 — Лауреат Премии имени Чингиза Айтматова за многолетнюю популяризацию казахского мыслителя, поэта и переводчика Шакарима Кудайбергенова в Казахстане и за рубежом, за поддержку деятельности Академии Айтматова в Казахстане.[13]
- 2018 — Медаль «Прогресс» (8 июня 2018 года, Азербайджан) — за заслуги в развитии сотрудничества между Азербайджанской Республикой и Республикой Казахстан[14][15]
- 2020 (27 октября) — Кавалер Ордена «Звезды Италии» (Италия)[16]
- 2023 — Медаль Пушкина (27 марта 2023 года, Россия) — за плодотворную деятельность по сближению и взаимообогащению культур наций и народностей[17].
- 2024 — Почётная грамота Кыргызской Республики (12 апреля 2024 года, Кыргызстан) — за большой вклад в социально-экономическое развитие Кыргызской Республики и укрепление сотрудничества между Кыргызской Республикой и Республикой Казахстан[18][19].
- Награды Международных организаций
- 2015 — Медаль «За укрепление парламентского сотрудничества» (Межпарламентская ассамблея СНГ) — за особый вклад в развитие парламентаризма, укрепление демократии, обеспечение прав и свобод граждан в государствах — участниках Содружества Независимых Государств[20].

## Участие в редакционных советах научных журналов
Член редакционного совета журнала «Гуманитарные науки в Сибири».